# 犬飼ねこそぎ
犬飼 ねこそぎ（いぬかい ねこそぎ、1992年〈平成4年〉 -）は、日本の推理小説家。高知県出身。

## 経歴・人物
立命館大学卒業。在学時は「立命館大学ミステリー研究会」に所属した。学生時代、ミス研誌を中心に作品を約40作ほど執筆。2019年、光文社の新人発掘プロジェクト「カッパ・ツー」第二期にて、投稿作「密室は御手の中」が入選し、2021年に同作によりデビューした。

## 作品リスト

### 単行本
- 『密室は御手の中』光文社、2021年7月。ISBN 978-4-334-91415-8。
  - 『密室は御手の中』光文社〈光文社文庫〉、2024年10月。ISBN 978-4-334-10365-1。

### アンソロジー収録作品
- 「スフィンクスの謎かけ」『黒猫を飼い始めた』講談社、2023年2月。ISBN 978-4-06-530632-1。
  - 「スフィンクスの謎かけ」『黒猫を飼い始めた』講談社〈講談社文庫〉、2025年2月。ISBN 978-4-06-538512-8。

### 雑誌掲載作品
小説
- 「トンネルの先へは行けない」 - 『ジャーロ』No.81（光文社、2022年3月）
- 「スフィンクスの謎かけ」(初出) - 『Mephisto Readers Club』MRCショートショート（有料会員限定）、2022年5月9日配信
- 「狐火の行方は知れない」 - 『ジャーロ』No.87（光文社、2023年3月）
- 「人形の目には映らない」 - 『ジャーロ』No.92（光文社、2024年3月）

エッセイなど
- 「あの興奮を目指して」 - 『小説宝石』2021年8･9月合併号
- 「【INTERVIEW 期待の新人】『密室は御手（みて）の中』犬飼ねこそぎ」 - 『紙魚の手帖 vol.02』（東京創元社、2021年12月）
- 「秘密のマイルール」 - 『小説すばる』2023年7月号